# Ginkgo beckii
Ginkgo beckii Scott, Barghoorn et Prakash, 1962 es una especie vegetal de porte arbóreo perteneciente al orden Ginkgoales. Los restos fósiles conocidos de esta especie provienen de un yacimiento cerca de la localidad de Vantage datado en el periodo Mioceno Medio, situado en el condado de Kittitas, estado de Washington, Estados Unidos.
Este vegetal es conocido únicamente por fragmentos de madera siendo una de las pocas especies de las que se conoce este tejido con detalle. Las características anatómicas de esta madera, con haces de traqueidas de gran tamaño y traqueidas pequeñas situadas sin orden entre las primeras, permite la identificación del tronco como perteneciente al género Ginkgo a pesar de que no se han localizado hojas ni estructuras portadoras de ovarios o frutos asociadas a él.

## Descripción
Los únicos restos fósiles conocidos de esta especie están formados por fragmentos de tallo que presentan tejidos secundarios medianamente bien conservados. Los caracteres anatómicos de estos tejidos, especialmente la disposición de las traqueidas en los haces de xilema permiten adscribir sin duda los fósiles al género Ginkgo. De la multitud de fragmentos de tronco que han sido localizados en el yacimiento de Vantage el más completo, con un diámetro de entre 7 y 10 cm, es el que sirve de holotipo para la descripción de la especie.
Este fósil presenta traqueidas de dos morfologías y tamaños diferentes organizadas irregularmente. Todas ellas independientemente de su tamaño presentan una sección circular a ligeramente oval. Las traqueidas de menor tamaño tienen entre 20 y 40 μm de anchura radial y entre 15 y 35 μm de anchura tangencial y aparecen rompiendo parcialmente el patrón concéntrico y radial que forman las de mayor tamaño, tal como ocurre en Ginkgo biloba. Por su parte las traqueidas mayores tienen una anchura radial de entre 40 y 70 μm y una anchura tangencial de entre 50 y 95 μm y sus paredes celulares tienen entre 3 a 5 μm de grosor. En las zonas marginales de los anillos de crecimiento las traqueidas aparecen aplanadas y de menor tamaño debido a la compresión sufrida durante el desarrollo de la madera. Las paredes celulares radiales de las traqueidas presentan punteaduras circulares o lenticulares mal conservadas que pueden ser comunes a hasta tres células adyacentes. Las paredes celulares tangenciales, por su parte, parecen tener punteaduras uniseriadas o irregulares.
Los ejemplares disponibles presentan un parénquima longitudinal muy mal conservado formado por células elongadas de sección circular a aplanada según su posición en el tejido. Las células parenquimáticas forman haces radiales uniseriados de entre 2 y 15 células cuyas punteaduras no se han conservado. En este tejido parenquimático no se observan las características concreciones formadas por cristales de oxalato cálcico que aparecen siempre en el parénquima de Ginkgo biloba y en otros fósiles de madera del mismo género.

## Hábitat y distribución
Los fósiles de Ginkgo beckii junto a otras especies de Ginkgoales y otros vegetales fueron localizados en un yacimiento situado en los alrededores de la localidad de Vantage situado en el condado de Kittitas, estado de Washington, Estados Unidos. Este yacimiento, puesto hoy en valor en el Parque estatal del Bosque Ginkgo Petrificado (Ginkgo Petrified Forest State Park), se corresponde con un antiguo lago cubierto por coladas de lava tras una erupción volcánica. Según los estudios geológicos y biocronológicos realizados en el lugar estos restos fueron depositados en el periodo Mioceno.

## Taxonomía
Etimológicamente la especie Ginkgo beckii toma su nombre de género, Ginkgo, de una transliteración muy forzada realizada por el botánico alemán Engelbert Kaempfer, el primer europeo que pudo estudiar ejemplares de Ginkgo biloba en Japón a partir de su nombre en japonés, Gin an e Itsjò, que significa «albaricoque plateado». El epíteto específico, beckii, fue dado en reconocimiento al paleobotánico George F. Beck cuyas investigaciones en torno a las maderas fósiles de ginkgo permitieron la descripción de esta especie.